# Liste d'élections en 1931
Chronologie des élections
- 1927
- 1928
- 1929
- 1930
- 1931
- 1932
- 1933
- 1934
- 1935

Cette liste recense les élections organisées durant l'année 1931. Elle inclut les élections législatives et présidentielles nationales dans les États souverains, ainsi que les principaux référendums.
Le contexte est celui de la crise économique mondiale, marquée par l'impuissance des gouvernements en place et par la montée des mouvements populistes anti-démocratiques d'extrême-droite et d'extrême-gauche. Les gouvernements élus en 1931 au Salvador (janvier), en Bulgarie (juin) et en Lettonie (octobre) sont renversés par des coups d'État. En Bolivie (janvier) et en Argentine (novembre) ce sont de nouveaux régimes militaires qui organisent des semblants d'élections.
En Espagne, les élections constituantes en juin sont remportées par la gauche, qui met en place une république démocratique, progressiste et laïque : C'est la Seconde République.
Les gouvernements travaillistes sortants au Royaume-Uni et en Australie se sont divisés quant aux solutions à adopter face à la crise économique et sociale. Au Royaume-Uni, le Premier ministre Ramsay MacDonald, expulsé du Parti travailliste, remporte les élections en octobre à la tête d'une coalition d'union nationale dominée par les conservateurs. En Australie, les travaillistes sont balayés en décembre par des partis de droite qui mènent campagne sur le thème d'un prétendu péril communiste.

## Par mois

### Janvier
| Date             | Pays     | Élections                      | Notes | Résultats |
| ---------------- | -------- | ------------------------------ | --- | --- |
| 4 janvier        | Bolivie  | Législatives et présidentielle | Depuis le coup d'État de 1930, la Bolivie est une dictature militaire. Seul le candidat de la junte est autorisé à se présenter à l'élection présidentielle. | Seul candidat, Daniel Salamanca Urey (Parti républicain authentique : droite) est automatiquement élu président avec 100 % des suffrages. L'alliance du PRA et du Parti libéral (droite oligarchique, attrape-tout) remporte une très large majorité des sièges au Congrès. |
| 11 au 13 janvier | Salvador | Législatives et présidentielle | | L'alliance du Parti travailliste (centre-gauche social-démocrate et réformiste) et du Parti national républicain (droite) remporte une majorité absolue des sièges au Congrès. Arturo Araujo, candidat de l'alliance, termine en tête de l'élection présidentielle avec 46,7 % des voix face à quatre autres candidats. N'ayant pas recueilli la majorité absolue des suffrages populaires, il n'est pas directement élu ; le Congrès, qui doit trancher, valide son élection. Le gouvernement est renversé par un coup d'État militaire le 2 décembre, marquant le début de cinquante ans de dictature militaire. |

### Février
| Date           | Pays      | Élections                      | Notes | Résultats |
| -------------- | --------- | ------------------------------ | --- | --- |
| 6 au 8 février | Guatemala | Législatives et présidentielle | Désorganisé, le Parti conservateur (droite) ne présente pas de candidats, et les libéraux sont donc seuls en lice. | Le Parti progressiste libéral (droite nationaliste, libérale en économie) remporte automatiquement tous les sièges au Congrès, et son candidat, Jorge Ubico, est automatiquement élu président avec 100 % des suffrages exprimés, n'ayant pas d'adversaire. |
| février        | URSS      | Législatives                   | L'URSS est un État à parti unique. Aucun parti d'opposition n'est autorisé.                                        | Le Parti communiste (extrême-gauche marxiste-léniniste) conserve une très large majorité des sièges, les autres revenant à des élus sans étiquette. Dans certaines circonscriptions, toutefois, le scrutin est boycotté, et le faible taux de participation invalide l'élection de candidats communistes, nécessitant la tenue d'un nouveau scrutin. Viatcheslav Molotov demeure président du Conseil des commissaires du peuple, c'est-à-dire chef du gouvernement. |

### Mai
| Date   | Pays     | Élections      | Notes | Résultats |
| ------ | -------- | -------------- | --- | --- |
| 5 mai  | Liberia  | Présidentielle | Le Libéria à cette date est une dictature, où les résultats des élections sont falsifiées. Le pouvoir est réservé aux descendants des colons afro-américains ; les autochtones en sont écartés. Le candidat d'opposition Momulu Massaquoi, populaire, est empêché de se présenter. | Edwin Barclay (True Whig Party : droite ethno-nationaliste et conservatrice) est déclaré élu face à Thomas J. Faulkner (Parti populaire). |
| 10 mai | Colombie | Législatives   | | Parlement sans majorité. Le Parti libéral et le Parti conservateur obtiennent chacun la moitié des sièges à la Chambre des représentants. Les conservateurs devancent les libéraux de deux sièges au Sénat, et y ont donc la majorité absolue. |

### Juin
| Date          | Pays                    | Élections     | Notes | Résultats |
| ------------- | ----------------------- | ------------- | --- | --- |
| 2 juin        | Philippines             | Législatives  | | Le Parti nationaliste (droite) conserve sa majorité absolue des sièges dans les deux chambres. |
| 1er au 8 juin | Roumanie                | Législatives  | | La large coalition menée par le Parti nationaliste démocrate (droite populiste, corporatiste et antisémite) remporte une large majorité des sièges. Nicolae Iorga, nommé Premier ministre en avril par le roi autoritaire Charles II, demeure ainsi en fonction. Les députés du Bloc des ouvriers agricoles (communiste) sont immédiatement exclus du Parlement. |
| 10 juin       | Émirat de Transjordanie | Législatives  | | En l'absence de partis politiques, tous les élus le sont sans étiquette. Abd Allah Siraj devient Premier ministre. |
| 12 juin       | Islande                 | Législatives  | | Le Parti du progrès (gauche agrarienne), qui disposait d'une majorité relative des sièges, remporte cette fois la majorité absolue à la chambre basse, et conserve la majorité relative à la chambre haute. Tryggvi Þórhallsson demeure Premier ministre. |
| 21 juin       | Bulgarie                | Législatives  | | Alternance. Le Bloc populaire -alliance de l'Union nationale agraire (gauche agrarienne progressiste) et de trois partis du centre ou de centre-droit- remporte une majorité absolue des sièges. Alexandre Malinov (Parti démocrate : centre-droit, Bloc populaire) devient Premier ministre. Le gouvernement est renversé par un coup d'État militaire en 1934. |
| 21 juin       | Espagne                 | Constituantes | Élection d'une assemblée constituante. Premières élections de la Seconde République, après la fin de la dictature militaire. | Assemblée sans majorité. La coalition de la gauche marxiste menée par le Parti socialiste ouvrier est le premier bloc avec plus d'un quart des sièges, suivie par la coalition de la gauche républicaine menée par le Parti républicain radical-socialiste. Ensemble, les partis de gauche disposent de la majorité absolue. Manuel Azaña (Action républicaine : gauche) devient président du conseil des ministres. L'Assemblée adopte la Constitution espagnole de 1931, qui met en place une démocratie laïque et donne le droit de vote aux femmes. |
| 28 au 30 juin | Hongrie                 | Législatives  | | Le Parti de l'unité (droite conservatrice agrarienne) conserve sa majorité absolue des sièges. Le comte István Bethlen demeure Premier ministre. En réponse à la crise économique mondiale, toutefois, le régent Miklós Horthy, chef de l'État, le démet bientôt de ses fonctions et nomme à sa place le fasciste Gyula Gömbös. |

### Octobre
| Date             | Pays        | Élections                       | Notes | Résultats |
| ---------------- | ----------- | ------------------------------- | --- | --- |
| 3 et 4 octobre   | Lettonie    | Législatives                    | | Parlement sans majorité. Le Parti social-démocrate du travail (gauche) demeure le premier parti au Parlement avec un peu moins d'un quart des sièges. Comme lors des élections précédentes, des partis de droite s'allient pour conserver le pouvoir. Marģers Skujenieks (Association progressiste des nouveaux agriculteurs) devient Premier ministre à la tête d'une coalition de quatre partis. Le coup d'État de 1934, répondant à la crise économique mondiale et à l'agitation de mouvements nazis et communistes, renverse la démocratie parlementaire et instaure une dictature corporatiste et un culte de la personnalité autour du dictateur Kārlis Ulmanis. |
| 4 octobre        | Chili       | Présidentielle                  | Un président sortant ne pouvant pas se représenter, le président Juan Esteban Montero (Parti radical) a démissionné pour se porter candidat. | Juan Esteban Montero (Parti radical : centre-gauche, humanisme laïc) est élu avec 63,9 % des voix face aux trois autres candidats dont notamment Arturo Alessandri (Parti libéral : centre-droit, libéralisme classique ; 34,8 %). |
| 11 octobre       | Pérou       | Constituantes et présidentielle | Les élections font suite au coup d'État de 1930 qui a mis fin à la dictature d'Augusto Leguía. | L'Union révolutionnaire (droite autoritaire et populiste) obtient la majorité relative des sièges à l'assemblée constituante, avec plus d'un tiers des sièges. Son candidat Luis Miguel Sánchez Cerro, l'auteur du coup d'État, est par ailleurs élu président avec 50,8 % des voix face à trois autres candidats dont notamment Víctor Raúl Haya de la Torre (Alliance populaire révolutionnaire américaine : gauche socialiste et indigéniste ; 35,4 %). |
| 20 et 21 octobre | Équateur    | Présidentielle                  | | Alternance. Neptalí Bonifaz (Parti conservateur : droite chrétienne conservatrice) est élu avec 45,3 % des voix. |
| 25 octobre       | Suisse      | Législatives                    | | Parlement sans majorité. Le Parti radical-démocratique (centre-droit social-libéral) conserve la majorité relative des sièges dans les deux chambres. |
| 27 octobre       | Royaume-Uni | Législatives                    | Face à la crise économique, le Premier ministre Ramsay MacDonald, issu du Parti travailliste, a formé un gouvernement d'union nationale avec les conservateurs et les libéraux. Il a de ce fait été exclu du Parti travailliste. Ces élections anticipées valent référendum au sujet du Gouvernement national. | Le gouvernement d'union remporte une majorité écrasante des sièges. Le Parti conservateur (droite) remporte à lui seul une majorité absolue des sièges, mais maintient le gouvernement d'union : Ramsay MacDonald (Organisation travailliste nationale : centre-gauche) demeure Premier ministre. Très affaibli, le Parti travailliste (gauche socialiste) forme l'opposition parlementaire. |

### Novembre
| Date        | Pays        | Élections                      | Notes | Résultats |
| ----------- | ----------- | ------------------------------ | --- | --- |
| 8 novembre  | Argentine   | Législatives et présidentielle | Ces élections font suite au coup d'État militaire de 1930 qui a renversé le gouvernement démocratiquement élu. La junte orchestre une intimidation des électeurs et des opposants, et organise des fraudes électorales.                                                  | La Concordancia (alliance de partis de droite et d'extrême-droite pro-junte) remporte une majorité absolue des sièges à la Chambre des députés. Le candidat de la Concordancia, Agustín Pedro Justo, est déclaré élu président, avec 61,4 % des suffrages populaires et 63,0 % des voix du collège électoral. |
| 8 novembre  | Yougoslavie | Législatives                   | Le régime politique est celui de la « dictature du 6 janvier », dans laquelle le roi Alexandre Ier détient tous les pouvoirs. Aucune opposition n'est tolérée. La dictature présente une unique liste de candidats, sans possibilité pour les électeurs de voter contre. | La liste Démocratie paysanne radicale, liste acquise à l'autorité personnelle du roi, remporte automatiquement tous les suffrages et tous les sièges. Petar Živković demeure Premier ministre. |
| 29 novembre | Uruguay     | Législatives                   | | Congrès sans majorité. Le Parti colorado (centre-gauche libéral) remporte un peu moins de la moitié des sièges. |

### Décembre

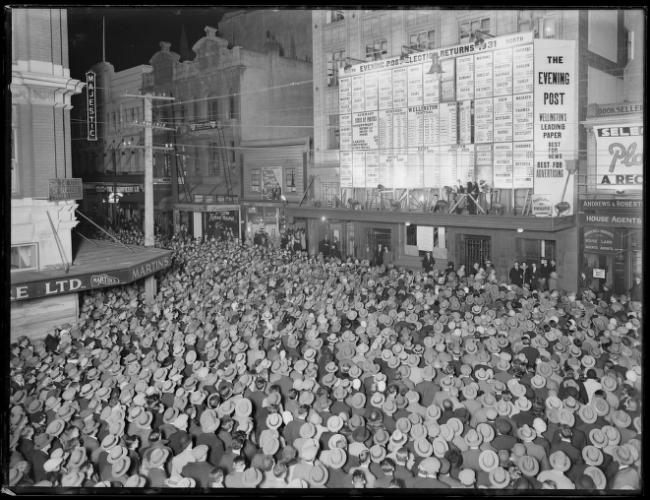
Foule à Wellington attendant l'affichage des résultats des élections néo-zélandaises de décembre.
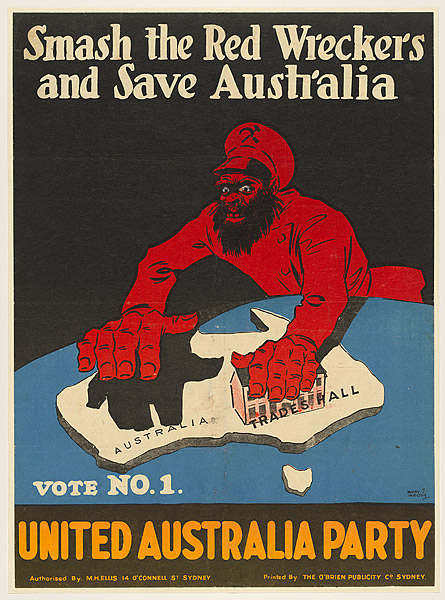
Affiche électorale du Parti de l'Australie unie pour les élections de décembre, accusant (sans fondement) le Parti travailliste d'être communiste.

| Date        | Pays             | Élections    | Notes | Résultats |
| ----------- | ---------------- | ------------ | ----- | --- |
| 2 décembre  | Nouvelle-Zélande | Législatives |       | La coalition du Parti réformiste (centre-droit conservateur) et du Parti unifié (centre-droit, libéralisme classique) conserve la majorité absolue des sièges. George Forbes (Parti unifié) demeure Premier ministre.                                                                                           |
| 19 décembre | Australie        | Législatives |       | Alternance. Le Parti de l'Australie unie (centre-droit conservateur) et son allié le Comité d'urgence d'Australie-Méridionale (droite) remportent une courte majorité absolue des sièges à la Chambre des représentants et une large majorité au Sénat. Joseph Lyons (Australie unie) devient Premier ministre. |